# Koszt energii elektrycznej w zależności od źródła
Różne metody produkcji energii elektrycznej cechują się różnymi kosztami, które są obliczane na etapie przyłączenia instalacji do sieci lub odbiornika energii elektrycznej. Wartości te są zwykle podawane w przeliczeniu na kilowatogodziny lub megawatogodziny. W koszt produkcji jednostki energii elektrycznej wliczane są koszty inwestycji, efektywna roczna stopa dyskontowa, koszty działania instalacji, paliwa oraz konserwacji.
Wyrównany koszt energii elektrycznej (ang. levelized cost of electricity, LCOE) jest miarą umożliwiającą wiarygodne porównanie ekonomiczne różnych źródeł energii elektrycznej. Opiera się na oszacowaniu przeciętnego kosztu całkowitego budowy i eksploatacji instalacji w całkowitym czasie jej funkcjonowania. Uśredniony koszt energii elektrycznej jest także minimalną ceną w jakiej energia musi być sprzedana aby przekroczyć próg rentowności inwestycji.

## Czynniki generujące koszty
Podczas oceny kosztów inwestycji należy wziąć pod uwagę kilka wewnętrznych czynników (Koszt nie jest tożsamy z ceną energii elektrycznej, ponieważ wpływają na nią także czynniki zewnętrzne, takie jak podatki, dotacje i marża producenta):

### Koszty budowy

Koszty budowy różnych elektrowni na jednostkę mocy na podstawie oszacowań Lazarda z 2020 r. Wielkoskalowe elektrownie fotowoltaiczne, wiatrowe (naziemne) i gazowe są najtańsze w budowie na jednostkę mocy, z kolei jądrowe, węglowe i wiatrowe morskie należą do najdroższych.

Żeby wiarygodnie porównać koszty budowy różnych rodzajów elektrowni trzeba w porównaniu uwzględnić całkowitą ilość produkowanej energii. Taka metodologia pozwala na wyrażenie kosztów budowy na jednostkę mocy, orientacyjne wartości zawiera tabela poniżej:
| Rodzaj elektrowni                   | Koszt budowy na jednostkę mocy [$/kW]      |
| ----------------------------------- | ------------------------------------------ |
| Panele słoneczne (nieruchome)       | 830 (instalacje wielkopowierzchniowe) 1800 |
| Panele słoneczne (śledzące słońce)  | 860 (instalacje wielkopowierzchniowe) 2000 |
| Gaz lub ropa                        | 1000                                       |
| Wiatrowe naziemne                   | 1600                                       |
| Tradycyjne wodne                    | 2752                                       |
| Geotermalne                         | 2800                                       |
| Węglowe (wraz z filtrami SO2 i NOx) | 3500–3800                                  |
| Nowoczesne jądrowe                  | 6000                                       |
| Wiatrowe morskie                    | 6500                                       |

### Koszty zmienne
- Koszty paliwa – wysokie dla elektrowni konwencjonalnych oraz wykorzystujących biomasę, niskie dla elektrowni jądrowych i zerowe dla instalacji korzystających z odnawialnych źródeł energii. Koszty paliwa mogą się zmieniać w czasie w sposób nieprzewidywalny z powodów politycznych lub innych.
- Koszty zarządzania odpadami oraz koszty ubezpieczenia.
- Koszt energii zużytej na potrzeby własne.

W celu oszacowania całkowitego kosztu otrzymywania energii elektrycznej poszczególne koszty są przeliczane na wartość bieżącą netto przy użyciu rachunku wartości pieniądza w czasie. Koszty te są sumowane w formie zdyskontowanych przepływów pieniężnych.

### Wyrównany koszt energii elektrycznej
Wyrównany koszt energii elektrycznej (ang LCOE – levelized cost of energy) to wartość bieżąca netto kosztu jednostki energii elektrycznej w całym okresie funkcjonowania elektrowni. Często uważa się, że średnia cena jednostki energii elektrycznej powinna mieć taka samą wartość w celu przekroczenia progu rentowności inwestycji.  Jest to ekonomiczna ocena pierwszego rzędu konkurencyjności instalacji wytwarzającej energię elektryczną, która bierze pod uwagę wszystkie koszty wygenerowane w całkowitym czasie działania instalacji: koszty inwestycyjne, eksploatacyjne, konserwacyjne, koszt paliwa oraz koszt długu. 
Wyrównany koszt to wartość dla której równoważna wartość dochodów uzyskana podczas całkowitego czasu pracy instalacji jest wystarczająca do osiągnięcia progu rentowności. Ogólnie rzecz biorąc można go przedstawić jako wartość bieżąca netto wszystkich kosztów poniesionych w całkowitym czasie eksploatacji instalacji, podzielona przez całkowitą ilość energii elektrycznej wytworzonej przez instalację.
Wyrównany koszt energii elektrycznej (LCOE) opisuje wzór:
{\displaystyle \mathrm {LCOE} ={\frac {\text{suma kosztów w czasie całkowitym}}{\text{ilość energii elektrycznej otrzymanej w czasie całkowitym}}}={\frac {\sum _{t=1}^{n}{\frac {I_{t}+M_{t}+F_{t}}{\left({1+r}\right)^{t}}}}{\sum _{t=1}^{n}{\frac {E_{t}}{\left({1+r}\right)^{t}}}}}}
| It | : | wydatki inwestycyjne w roku t                   |
| Mt | : | koszty konserwacji w roku t                     |
| Ft | : | koszt paliwa w roku t                           |
| Et | : | ilość energii elektrycznej wytworzonej w roku t |
| r  | : | roczna efektywna stopa dyskontowa               |
| n  | : | resurs instalacji                               |
Uwagi: Poleca się zachowanie ostrożności podczas obliczania wyrównanego kosztu przy użyciu wzorów, ponieważ często zawierają niewidoczne założenia, pomijają czynniki takie jak np. podatki oraz mogą być wyrażone w wartościach nominalnych lub realnych.